# Eta Cancri
Eta Cancri (η Cnc / 33 Cancri) es una estrella en la constelación de Cáncer de magnitud aparente +5,34.
No tiene nombre propio habitual, pero junto a Asellus Borealis (γ Cancri), Asellus Australis (δ Cancri), ε Cancri y θ Cancri, se cree que formaba la estación lunar persa de Avra‑k, «la nube», así como la copta Ermelia, «crianza».
Eta Cancri es una gigante naranja de tipo espectral K3III con una temperatura efectiva de 4345 - 4450 K, cifra que varía según la fuente consultada.
Su luminosidad es 98 veces mayor que la del Sol, lo que supone el doble de luminosidad que Pólux (β Geminorum) —la gigante naranja más próxima a nosotros— pero solo 1/5 parte de la de Altarf (β Cancri), la estrella más brillante de Cáncer.
Eta Cancri tiene una metalicidad —abundancia relativa de elementos más pesados que el helio— comparable a la del Sol ([Fe/H] = +0,07).
En cuanto al resto de los elementos evaluados, el bario presenta una abundancia más baja que la solar ([Ba/H] = -0,29), mientras que cobalto y manganeso son notablemente más abundantes ([Mn/H] = +0,38).
Eta Cancri tiene un radio 17 veces más grande que el del Sol, lo que equivale a 0,08 UA.
Gira lentamente sobre sí misma, con una velocidad de rotación proyectada de 2,9 km/s.
Aunque es difícil determinar su masa con exactitud, ésta se estima entre 1,3 y 1,6 masas solares.
Se encuentra a 298 años luz del sistema solar.